# Liste der Biografien/Frans
Liste der Biografien |
Portal Biografien |
Personensuche
# |
A |
B |
C |
D |
E |
F |
G |
H |
I |
J |
K |
L |
M |
N |
O |
P |
Q |
R |
S |
T |
U |
V |
W |
X |
Y |
Z |
?
 
Fa |
Fe |
Ff |
Fh |
Fi |
Fj |
Fk |
Fl |
Fm |
Fn |
Fo |
Fr |
Ft |
Fu |
Fy
 
Fra |
Frc |
Fre |
Frg |
Fri |
Frk |
Frl |
Fro |
Frr |
Fru |
Fry
 
Fraa |
Frab |
Frac |
Frad |
Frae |
Fraf |
Frag |
Frah |
Frai |
Fraj |
Frak |
Fral |
Fram |
Fran |
Frao |
Frap |
Fraq |
Frar |
Fras |
Frat |
Frau |
Frav |
Fraw |
Fray |
Fraz
 
Frana |
Franc |
Frand |
Frane |
Frang |
Frani |
Franj |
Frank |
Frann |
Frano |
Franq |
Frans |
Frant |
Franu |
Franx |
Franz
Die Liste der Biografien führt alle Personen auf, die in der deutschsprachigen Wikipedia einen Artikel haben. Dieses ist eine Teilliste mit 36 Einträgen von Personen, deren Namen mit den Buchstaben „Frans“ beginnt.

## Frans
- Frans (* 1998), schwedischer SängerFrans (* 1998)

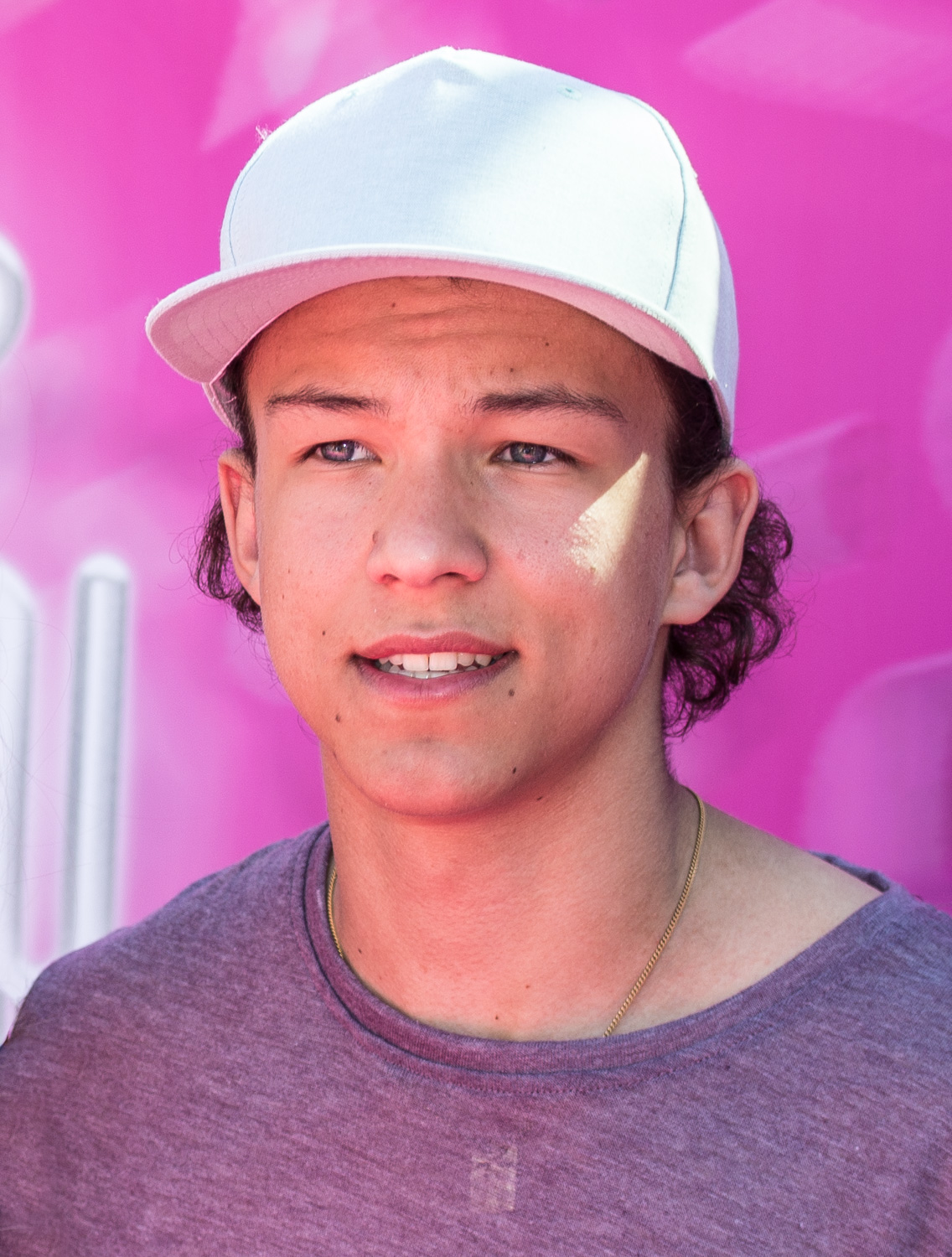
Frans (* 1998)

### Fransc
- Franscini, Stefano (1796–1857), Schweizer Statisticher, Politiker, Tessiner Staatsrat und Bundesrat

### Franse
- Fransecky, Eduard von (1807–1890), preußischer General der Infanterie
- Fransecky, Heike (* 1972), deutsche Textdichterin
- Fransecky, Heinrich von (1842–1917), preußischer Generalleutnant
- Fransen van de Putte, Isaäc Dignus (1822–1902), niederländischer Staatsmann
- Fransen, Jan (1877–1948), niederländischer Romanist
- Fransen, Jan (* 1940), niederländischer Radrennfahrer
- Fransen, Piet (1913–1983), belgischer katholischer Theologe
- Fransen, Piet (1936–2015), niederländischer Fußballspieler
- Fransen, Remona (* 1985), niederländische Athletin
- Fransen, Stephan (* 1988), niederländischer Tennisspieler
- Fransérgio (* 1990), brasilianischer Fußballspieler

### Fransk
- Franskewitsch, Denis Walerjewitsch (* 1981), russischer Eishockeytorwart

### Fransm
- Fransman, Holger (1909–1997), finnischer Hornist
- Fransman, Nick (* 1992), niederländischer Badmintonspieler

### Franso
- Franson, Cody (* 1987), kanadischer Eishockeyspieler und -trainer
- Franson, Fredrik (1852–1908), schwedisch-US-amerikanischer Evangelist und Gründer von Gemeindeverbänden und Missionsgesellschaften
- Fransoni, Giacomo Filippo (1775–1856), italienischer Bischof und Kardinal
- Fransoyser, Johann, Ratsherr in Hamburg und Verwalter der dortigen Dombaukasse
- Fransoyser, Nicolaus († 1361), Ratsherr und Bürgermeister der Stadt Hamburg

### Franss
- Franssen, Cindy (* 1976), flämische Politikerin (CD&V), MdEP
- Franßen, Everhardt (* 1937), deutscher Jurist, Richter des Bundesverwaltungsgerichts und Richter des Bundesverfassungsgerichts
- Franssen, Heinrich (1830–1881), deutscher Weinbergsbesitzer, Kaufmann und Politiker (Zentrum), MdR
- Franssen, Jan (* 1951), niederländischer Politiker
- Franssen, Jérôme (* 1982), belgischer Politiker der CSP Ostbelgien
- Franssen, Joep (1899–1975), niederländischer Radrennfahrer
- Franssen, Juul (* 1990), niederländische Judoka
- Franssen, Sem (* 1984), belgischer Fußballtorwart
- Franssen, Willy (1932–1990), deutscher Radsportler
- Franssens, Joep (* 1955), niederländischer Komponist
- Franssi, Sanni (* 1995), finnische FußballspielerinSanni Franssi (* 1995)

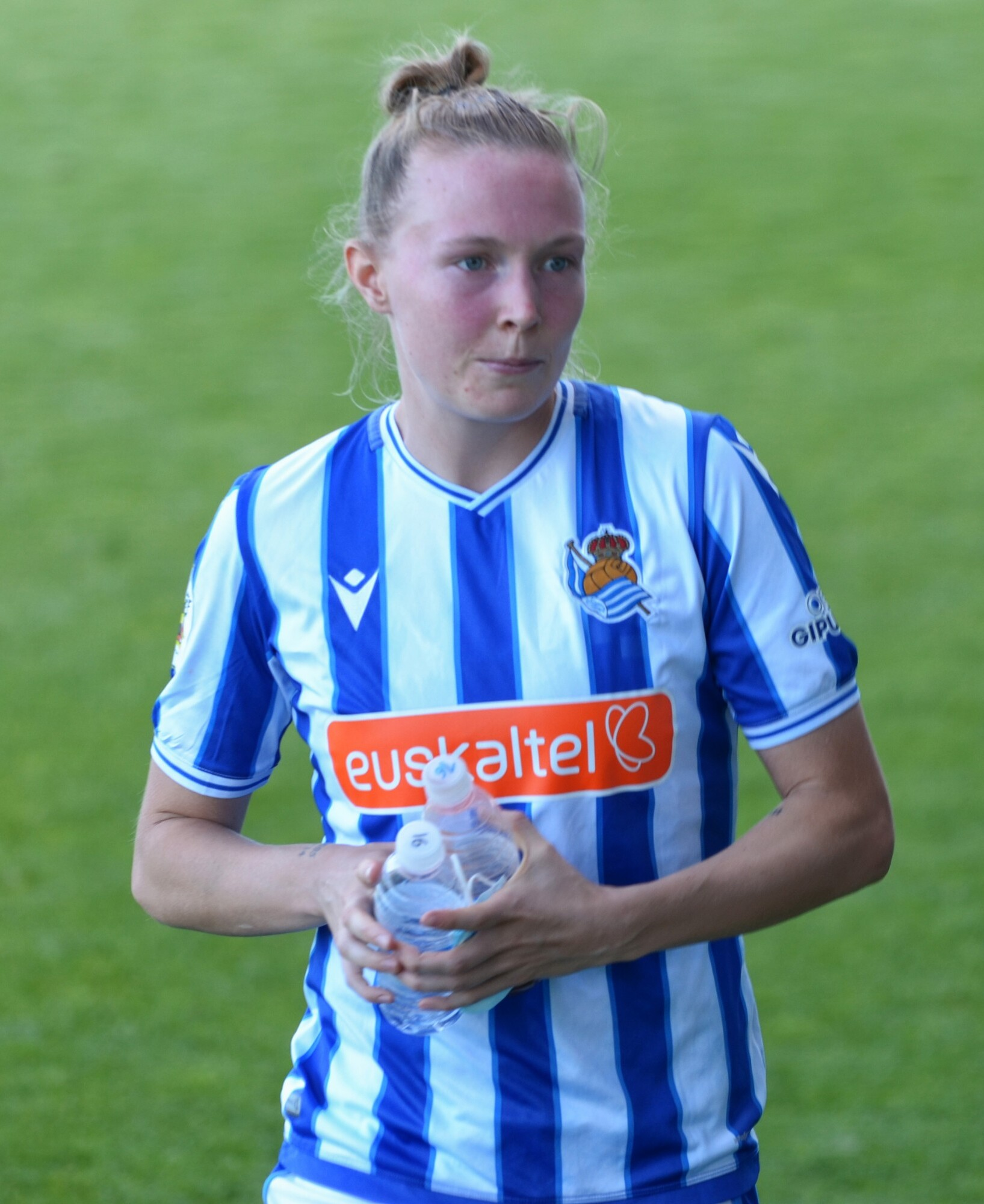
Sanni Franssi (* 1995)

- Fransson, Alexander (* 1994), schwedischer Fußballspieler
- Fransson, Jenny (* 1987), schwedische Ringerin
- Fransson, Johan (* 1985), schwedischer Eishockeyspieler
- Fransson, Mats (* 1962), schwedischer Handballspieler und -trainer